# Mordellistena minuta
Mordellistena minuta är en skalbaggsart som beskrevs av Smith 1882. Mordellistena minuta ingår i släktet Mordellistena och familjen tornbaggar. Inga underarter finns listade i Catalogue of Life.